# He's Just Not That Into You (phim)
He's Just Not That Into You là bộ phim tình cảm năm 2009 dựa trên cuốn tiểu thuyết cùng tên của Greg Behrendt và Liz Tuccillo. Phim có dàn diễn viên hùng hậu tham gia gồm Ben Affleck, Jennifer Aniston, Drew Barrymore, Scarlett Johansson, Sasha Alexander, Justin Long, Jennifer Connelly, Ginnifer Goodwin, Kevin Connolly và Bradley Cooper. He's Just Not That Into You được đạo diễn bởi Ken Kwapis, và được công ty của Drew Barrymore Flower Films sản xuất, với Barrymore là giám đốc. Mặc dù nhận được nhiều lời bình phẩm khác nhau, nhưng phim vẫn đạt doanh thu toàn cầu là 180 triệu USD.

## Nội dung
Bộ phim xoay quanh 9 người luôn gặp nhiều rắc rối, trái ngang trong tình cảm, họ có nhiều ý kiến khác nhau trong việc lựa chọn hoặc chung sống với bạn tình của mình. Tâm điểm là Gigi (Ginnifer Goodwin), một phụ nữ trẻ luôn hiểu sai ý bạn tình của mình.

### Gigi và Alex
Gigi, một phụ nữ độc thân luôn vụng về trong tình cảm, cô luôn tưởng rằng những hành động và lời tâm sự thân thiện của các chàng trai cô hẹn hò là tình yêu mà họ dành cho cô. Cuối cùng, cô tỏ ra bực bội khi chẳng chàng nào gọi điện cho cô.
Trong lúc Gigi cố hẹn hò với Conor trong quán bar, cô làm quen với Alex (Justin Long), chủ quán bar, người đã chỉ cho cô thấy cách mà đàn ông lảng tránh phụ nữ họ không thích. Anh cho rằng khi một người đàn ông thích một người phụ nữ, anh chàng đó sẽ làm mọi cách để được gặp nàng lần nữa, anh cho rằng Gigi sai lầm khi quá tập trung vào những dấu hiệu cử chỉ thể hiện ‘’tình yêu’’ của các chàng trai cô gặp. Sự nhiệt tình quá mức trong tình bạn của Alex đã làm cho Gigi tưởng rằng anh đang thích cô. Khi Gigi thổ lộ tình cảm của mình thì Alex nói rằng anh không hề yêu cô. Gigi buồn bã và bỏ đi.
Gigi bỏ đi và không gặp Alex nữa, cô cố định hình lại và hẹn hò với người khác. Trớ trêu thay, Alex lại trở nên yêu Gigi tha thiết, sau một vài tin nhắn không trả lời, Alex đến thẳng căn hộ của Gigi, anh tỏ tình và hôn cô, họ bắt đầu mối quan hệ của mình.

### Janine, Ben và Anna
Đồng nghiệp của Gigi, Janine (Jennifer Connelly), đang gặp rắc rối trong tình cảm với chồng cô là Ben (Bradley Cooper). Trong khi Janine đang mải mê với căn nhà đang sửa lại, Ben bắt đầu thích giáo viên yoga kiêm ca sĩ đầy triển vọng Anna (Scarlett Johansson). Ben và Anna ngày càng trở nên thân thiết vì Ben nói rằng sẽ hỗ trợ cho sự nghiệp ca hát của cô. Ben nói với Anna rằng Janine ép buộc anh cưới nếu không cô sẽ bỏ đi.
Bởi vì bố của Janine chết vì bệnh ung thư phổi do hút thuốc lá nên cô rất ghét nó, cô phát hiện ra gạt tàn thuốc với đầy thuốc lá, cô đã rất tức giận và hỏi Ben là anh có hút thuốc không, nhưng anh chối. Janine quay sang tra hỏi Javier, nhưng ông bảo rằng thợ của ông là những người đàng hoàng và họ không hút thuốc trong nhà của cô. Trong lúc đi mua sắm ở siêu thị, Ben đã thú nhận với Janine rằng anh đang quan hệ với người khác, Janine nổi điên lên nhưng cố gắng bình tĩnh và suy nghĩ rằng đó là lỗi của cô khi quá nguội lạnh trong tình cảm vợ chồng và cô nói rằng cô muốn cứu vãn hôn nhân của hai người.
Sau buổi gặp gỡ đầy lạc quan về sự nghiệp ca hát của mình, Anna bắt đầu muốn quan hệ với Ben. Janine bất ngờ đến văn phòng của Ben để hâm nóng lại tình cảm và cứu vãn hôn nhân với Ben. Janine đã quan hệ với Ben trong khi Anna trốn trong tủ văn phòng của anh. Sau khi Janine rời đi, Anna bước ra khỏi tủ và tỏ ra rất tức giận, cô thề là sẽ không bao giờ gặp lại Ben nữa. Trong khi Janine đang dọn dẹp lại căn nhà mới sửa, cô phát hiện ra gói thuốc lá trong túi của Ben. Cô đã nổi điên lên và đập vỡ chiếc gương soi. Khi Ben về nhà, anh thấy một bao đầy thuốc lá và lời nhắn của Janine rằng anh có thể hút thuốc cho đã và cô muốn ly dị. Janine chuyển đến một căn hộ mới để bắt đầu cuộc sống mới. Anna xuất hiện gần cuối phim đang hát trong một hộp đêm. Ben trở nên cô độc và xuất hiện trong siêu thị để mua bia, đây cũng chính là nơi mà anh gặp Anna.

### Conor, Anna và Mary
Người tình của Ben là Anna rất thích thú khi giữ mối quan hệ với Conor (Kevin Connolly), bạn của Alex. Conor rất yêu Anna trong khi cô chỉ xem anh như một người bạn thân của mình. Conor nhầm lẫn những hành động như ôm và tên thân mật là cử chỉ của một mối tình.
Mary (Drew Barrymore) là nhân viên kinh doanh quảng cáo cho tạp chí đồng tính ở địa phương. Cô đã giúp Conor quảng bá hình ảnh hoạt động kinh doanh bất động sản. Cũng giống như Gigi, cô hay gặp gỡ đàn ông nhưng thường thông qua trao đổi thư điện tử, bình luận trên trang mạng, điện thoại và tin nhắn Myspace, thường thì chúng chẳng đi đến đâu.
Trong khi Conor chủ yếu tập trung vào khách hàng là người đồng tính, có hai khách đồng tính bảo anh rằng Anna không yêu anh. Conor quyết định thú nhận tình yêu với Anna, người hiện nay đã quá đau khổ sau vụ với Ben, cô đã đồng ý quan hệ với Conor. Khi Conor nói rằng anh sẽ mua nhà và hai người có thể dọn về ở chung thì Anna thừa nhận rằng cô không hề yêu anh, họ chia tay.
Mary nhận ra Conor thông qua tấm hình quảng cáo của anh trên báo, cô đã gọi điện và giới thiệu bản thân mình trong khi họ ngồi đối diện nhau trong quán cafe. Họ thích nhau và bắt đầu hẹn hò.

### Beth và Neil
Đồng nghiệp của Gigi, Beth (Jennifer Aniston), đang sống với bạn trai mình là Neil (Ben Affleck), bạn của Ben. Sau bảy năm chung sống cùng nhau, Beth muốn tổ chức đám cưới nhưng Neil không đồng ý vì anh là người không tin vào hôn nhân. Sau khi Beth nghe được Gigi kể về kiểu quan hệ trên cử chỉ thực tế trong tình cảm, cô đã nói với Neil rằng cô không muốn tối ngày phải ngồi suy nghĩ từng điệu bộ tình cảm của đàn ông để rồi một ngày nào đó anh ta bỏ cô theo người phụ nữ khác. Điều này đã buộc Beth ép Neil phải lấy cô, khi anh vẫn không có hành động nào, cô đã chia tay anh.
Khi Beth đến tham dự tiệc cưới của em gái mình, chuyện của cô đã bị chị em đem ra mổ xẻ, sau đó bố cô (Kris Kristofferson) bất ngờ trở bệnh. Trong lúc các chị em cô ngồi buồn bã còn chồng họ thì dán mắt vào tivi, chẳng ai chịu dọn dẹp chén bát và làm công việc nhà. Neil mua trái cây đến thăm bố cô và dọn dẹp mọi thứ. Beth khóc và ôm chầm lấy Neil, cô nói rằng anh còn hơn cả một người chồng của cô, không như chồng của các chị em cô. Cô đã quyết định theo ý anh, không cần làm lễ cưới. Nhưng trớ trêu thay, Neil đã cầu hôn Beth (bằng cách để hộp nhẫn vào chiếc quần cũ mà Beth sắp sửa đem vứt) và họ tổ chức lễ cưới trên con thuyền của anh.

## Diễn viên
- Ben Affleck trong vai Neil Jones

Từ trái sang: Drew Barrymore, Jennifer Connelly, Kevin Connolly, Justin Long, Jennifer Aniston, Ginnifer Goodwin, Scarlett Johansson, Bradley Cooper và Kris Kristofferson.

- Jennifer Aniston trong vai Beth Murphy
- Drew Barrymore trong vai Mary Harris
- Jennifer Connelly trong vai Janine Gunders
- Kevin Connolly trong vai Conor Barry
- Bradley Cooper trong vai Ben Gunders
- Ginnifer Goodwin trong vai Gigi Phillips
- Scarlett Johansson trong vai Anna Marks
- Justin Long trong vai Alex
- Kris Kristofferson trong vai Rod Murphy
- Hedy Burress trong vai Laura
- Leonardo Nam trong vai Joshua Nguyen
- Rod Keller trong vai Bruce
- Wilson Cruz trong vai Nathan
- Morgan Lily trong vai Crying Girl in Park
- Natasha Leggero trong vai Amber Gnech
- Greg Behrendt trong vai Priest
- Sasha Alexander trong vai Catharine
- Corey Pearson trong vai Jude
- Frances Callier
- Angela V. Shelton
- Busy Phillips trong vai Kelli Ann
- Bill Brochtrup trong vai Larry
- Peter O'Meara trong vai Bill
- Luis Guzmán trong vai Javier
- Brandon Keener trong vai Jarrad

## Công chiếu
Trong tuần đầu công chiếu, phim đạt được US$27.8 triệu, đứng đầu bảng xếp hạng. Phim đạt được US$93.9 triệu tại thị trường Bắc Mỹ, và US$84.4 triệu trên thị trường toàn cầu đã giúp bộ phim đạt tổng doanh thu là US$178,390,243 so với US$40 triệu.

## Nhạc phim
Nhạc phim được hãng New Line Records phát hành.
1. I'd Like To - Corinne Bailey Rae (4:06)
2. I'm Amazed - My Morning Jacket (4:34)
3. Don't You Want Me - The Human League (3:57)
4. Supernatural Superserious - R.E.M. (3:24)
5. Madly - Tristan Prettyman (3:18)
6. This Must Be the Place (Naive Melody) - Talking Heads (4:55)
7. By Your Side - The Black Crowes (4:29)
8. I Must Be High - Wilco (2:59)
9. You Make It Real - James Morrison (3:32)
10. If I Never See Your Face Again - Maroon 5 (3:19)
11. Can't Hardly Wait - The Replacements (3:04)
12. Fruit Machine - The Ting Tings (2:53)
13. Smile - Lily Allen (3:15)
14. Somewhere Only We Know - Keane (3:57)
15. Love, Save the Empty - Erin McCarley (3:17)
16. Friday I'm In Love - The Cure (3:35)
17. Last Goodbye - Scarlett Johansson (2:32)
18. He's Into Me - Cliff Eidelman (2:24)